# سوق الليل
سوق الليل هو أقرب سوق للحرم المكي الشريف، يقع في الجهة الشمالية الشرقية، هذا السوق جزء من حارة سوق الليل ويطل على السوق جبل خندمة من الجهة الشرقية وهناك تقع البقعة المباركة التي ولد فيها النبي محمد، وبجانب هذه البقعة من الجهة الجنوبية يقع جبل أبي قبيس المطل على الصفا والمروة. يعود عمره إلى مائة سنة، وكان نقطة التقاء التجار في المملكة مع نظرائهم من دول أفريقيا القادمون عبر ميناء ينبع.

## الوصف
وكان السوق يبسط ليلا وقيل سوق الليل بفتح السين لأن قريش كانت تسوق الإبل والحمير من هذا المكان وقيل كان ذلك في زمن مقاطعة بني هاشم، وكانت سوق الليل نشيطة في أيام عمر بن الخطاب، والمعروف والمشهور لدى المكيين في السنين الأخيرة أنه سوق يجتمع فيها الباعة ليلا فسميت بسوق الليل، فكان أهل مكة في الأسواق مثل : سوق الصغير وسوق المعلاة وأهل المنشيات من المسفلة وشعب عامر وغيرها يأتون إلى هذا السوق ليلا ليبيعوا ما بقي لديهم من الأطعمة والاشربة بأي قيمة كانت. كان سوق الليل أكبر سوق في مكة المكرمة في القرن الرابع عشر الهجري وقد ذهب رسمه ولم يبق سوى اسمه لأنه أصبح جزء من توسعة الحرم المكي.
يقول فواز الدهاس أستاذ التاريخ في جامعة أم القرى: «إن هذا السوق كان يسمى الحي الذي يوجد فيه باسمه، ويوجد فيه المكان الذي ولد فيه الرسول صلى الله عليه وسلم، وهو موقع مكتبة مكة المكرمة حاليا، كما يوجد فيه الموقع المعروف حتى عهد قريب بمقراة الفاتحة، وكان في الحي مسجد تاريخي بني قبل مئات السنين. ويتذكر الدهاس زمنا كان يزور فيه هذا السوق عندما كان في صباه هو وأقرانه، يلهون بين جنباته وحول أسوار محاله التجارية، وكم كانت لهم مواقف ظريفة في هذا السوق». حي سوق الليل من أقدم أحياء مكة المكرمة، ويطلق عليه أيضا شعب علي، وقد اختلفت الروايات حول سبب تسميته بهذا الاسم، وتشير الأقاويل التاريخية إلى أن سبب التسمية يعود إلى طبائع الناس حيث كانوا لا يبدأون نشاط البيع والشراء في السوق إلا بعد صلاة العصر، ويستمر بعض باعة السمن والعسل حتى بعد المغرب ويمتد إلى جزء من الليل حيث يوقدون السرج والفوانيس لزبائنهم، حتى أن بعض الباعة لا يأتون إلى الموقع إلا بعد المغرب، وهذا من الأمور غير المعتادة عند الناس في ذلك العهد حيث ينتهى يوم العمل بغروب الشمس، ولأن هذا السوق خالف المعتاد فاشتهر بذلك وسمي بسوق الليل.